# Kitzsteinhorn
Le Kitzsteinhorn est un sommet des Alpes, à 3 203 m, dans les Hohe Tauern, et plus particulièrement dans le chaînon de Glockner, en Autriche (land de Salzbourg).

## Accès

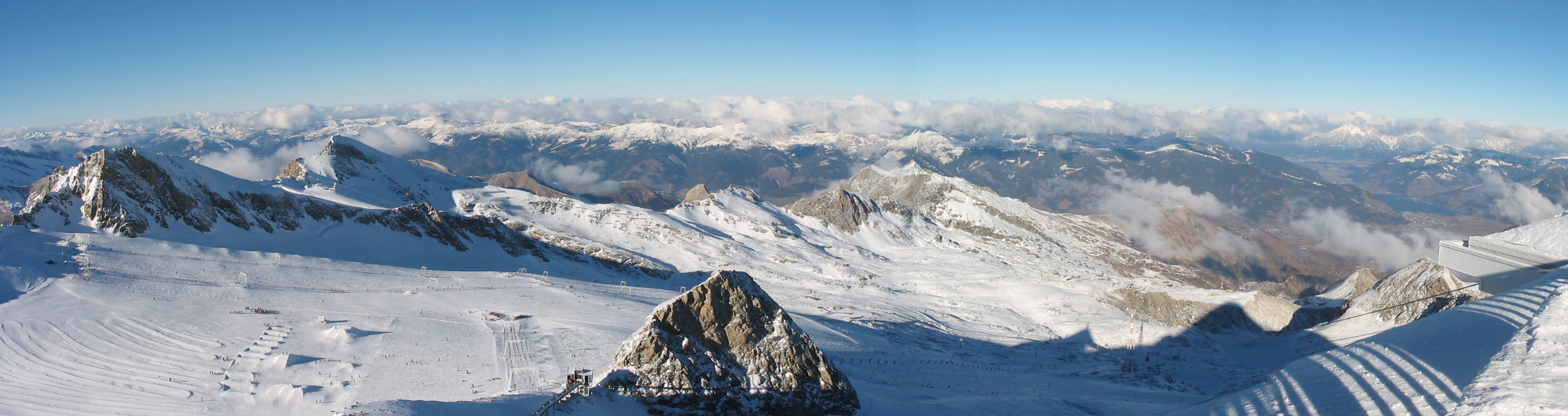
Panorama depuis la gare amont du téléphérique du Kitzsteinhorn.

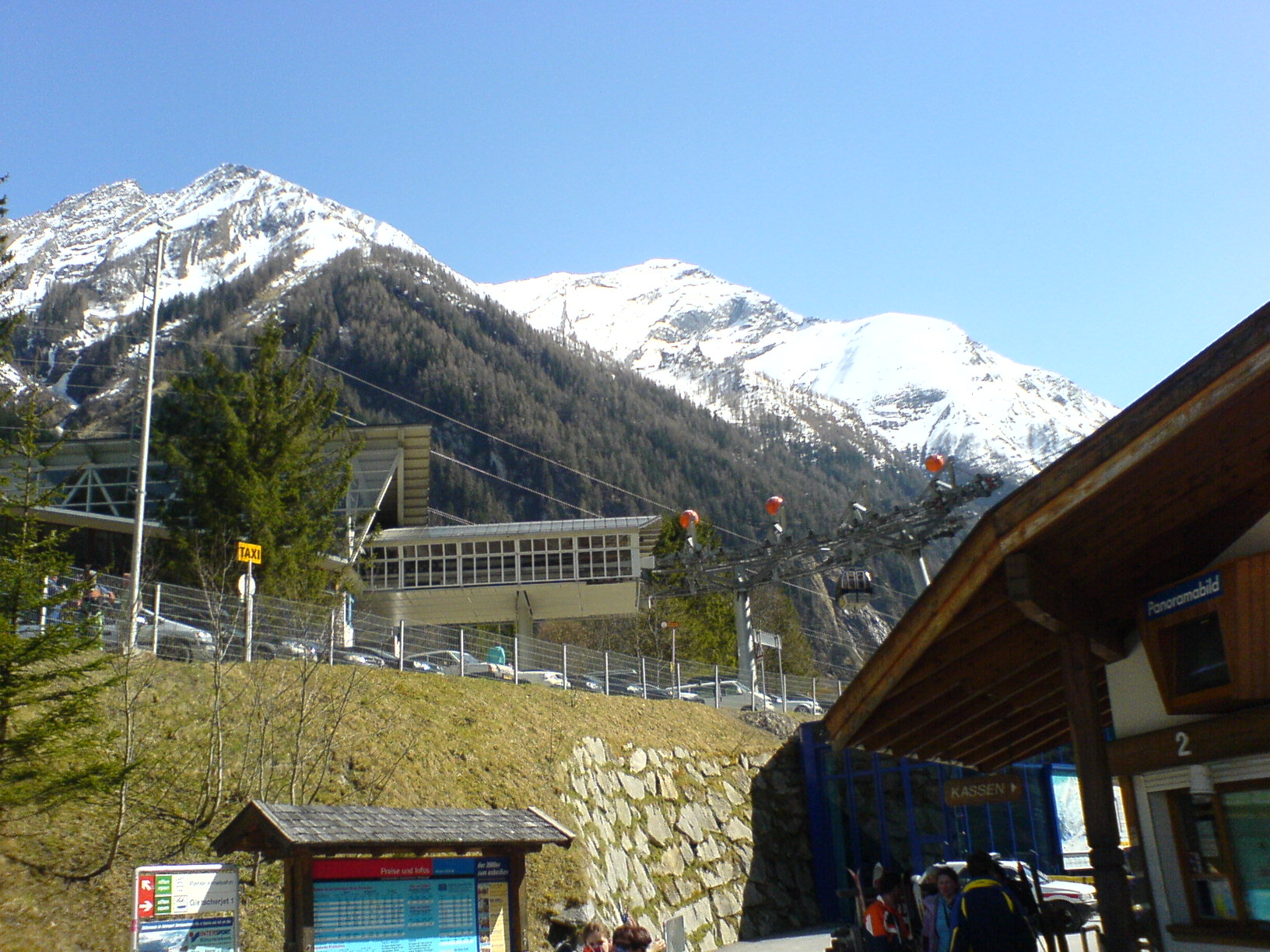
Le Kitzsteinhorn et la station de départ du tramway panoramique.

Le sommet peut être atteint grâce au téléphérique du glacier de Kaprun depuis la vallée à 911 m. Pendant longtemps il posséda le pylone pour téléphérique le plus haut du monde : 113,6 m de hauteur et 2,2 m de diamètre. Il existe une plateforme panoramique au terminus à 3 035 m d'altitude. Il a été inauguré en 1965, rendant l'accès aux glaciers Schmiedingerkees et Maurerkees et ouvrant du même coup la première piste sur glacier d'Autriche.
Un funiculaire souterrain ouvrit en 1974 après deux ans et demi de chantier pour percer le tunnel de 3 295 m de longueur, afin de fonctionner en parallèle avec le téléphérique, pour permettre une plus grande capacité.
Le 11 novembre 2000, un train du funiculaire brûle dans le tunnel et provoque la mort de 155 personnes, dont 150 des 162 passagers, après le déclenchement d'un feu dans le tunnel. Depuis, la voie souterraine n'a plus servi, malgré le projet d'utilisation pour le transport de fret.
Pour remplacer le funiculaire, GletscherjetI, un funitel de 24 places a été mis en service le 23 décembre 2001. GletscherjetII, une télécabine, a suivi tout juste un an après, le 19 octobre 2002.